# Frank Fools Crow
Frank Fools Crow (Wounded Knee, Dakota del Sud, 1890 - 1989) és un líder espiritual sioux lakota, nebot de Black Elk, seguidor de la religió tradicional i de la sundance, ha estat cap de districte a la reserva i des del 1925 Cap de Cerimònies de tota la Nació Sioux. El 1965 va tenir visions acceptades per tots. Els líders de l'AIM el consideraren un guia espiritual.